# Asyneuma compactum
Asyneuma compactum là loài thực vật có hoa trong họ Hoa chuông. Loài này được Damboldt mô tả khoa học đầu tiên năm 1970.